# Pterostichus pedemontanus
Pterostichus pedemontanus es una especie de escarabajo terrestre del género Pterostichus, categorizada en la tribu Pterostichini, de la subfamilia Harpalinae. Fue descrita por Ganglbauer en 1891.

## Distribución
Se distribuye por Europa: Italia.